# Elecciones provinciales de Córdoba de 1928
Las elecciones generales de la provincia de Córdoba de 1928 tuvieron lugar el 11 de marzo del mencionado año, poco antes de las elecciones presidenciales y legislativas a nivel nacional. Enrique Martínez, candidato de la Unión Cívica Radical (UCR), derrotó por amplio margen al candidato oficialista Julio Argentino Pascual Roca, del Partido Demócrata de Córdoba, con el 54.49% de los votos ante el 44.18% de su contrincante. La elección fue extremadamente polarizada entre el radicalismo y el conservadurismo, con el candidato antipersonalista sacando solo 973 votos, el comunista 696 y el socialista 600.
En el plano legislativo, el radicalismo obtuvo mayoría absoluta en ambas cámaras de la Legilsatura Provincial, con 17 senadores y 22 diputados contra 11 senadores y 12 diputados del Partido Demócrata. Los resultados se conocieron el 31 de marzo, un día antes de las elecciones presidenciales, y se produjeron manifestaciones celebrando el triunfo en toda la provincia.
El gobernador demócrata saliente, Ramón José Cárcano, aceptó por segunda vez la derrota de su partido y entregó el cargo a Martínez sin problemas, llamando a los conservadores a reconocer el triunfo del radicalismo. Martínez asumió la gobernación efectivamente el 17 de mayo. Sin embargo, dada la muerte vicepresidente de la Nación electo, Francisco Beiró, meses antes de asumir el cargo, Martínez fue elegido por el Colegio Electoral para su reemplazo y, de este modo, el 12 de octubre, asumió junto a Hipólito Yrigoyen el Poder Ejecutivo Nacional, por lo que el vicegobernador José Antonio Ceballos se hizo cargo del gobierno provincial. Roca, que ya había sido gobernador entre 1922 y 1925, sería elegido vicepresidente junto a Agustín P. Justo en 1931, por lo que los dos principales candidatos de la elección cordobesa de 1928 ejercieron la gobernación de Córdoba para luego acceder a la vicepresidencia de la Nación.

## Resultados
|  | 54,49 % |

|  | 44,18 % |

|  | 0,57 % |

|  | 0,41 % |

|  | 0,35 % |